# Llobera
Llobera är en kommun i Spanien.   Den ligger i provinsen Província de Lleida och regionen Katalonien, i den östra delen av landet, 500 km öster om huvudstaden Madrid. Antalet invånare är 206. Arean är 39 kvadratkilometer. Llobera gränsar till Olius, Riner, Pinós, Torà de Riubregós, Biosca och Pinell de Solsonès. 
Terrängen i Llobera är platt söderut, men norrut är den kuperad.